# 完顏宗賢
完顏宗賢（？—1150年1月9日），本名賽里，阿买勃极烈完顏習不失之孫，號稱蓋天大王。海陵王篡位时被杀。
完顏宗賢累官至左副点检。宋徽宗的韦贤妃（即宋高宗的生母）在靖康之变中被金军所俘，宋人笔记称完颜宗贤曾与她生子。天眷二年（1139年），完颜宗隽被金熙宗捕杀，完颜宗贤因会饮其家连坐，夺官爵。未几，复官。皇统四年（1144年），授世袭谋克，转都点检，封豳国公。拜平章政事。进拜右丞相，兼中书令。进拜太保、左丞相，监修国史。罢为左副元帅。无何，复为太保、左丞相，左副元帅如故。进太师，领三省事，兼都元帅，监修国史。出为南京留守，领行台尚书省事。复为左副元帅，兼西京留守。再为太保，领三省事。复为左丞相，兼都元帅。
赛里自护卫，未十年位兼将相，常感激，思自效以报朝廷。虽然为悼平皇后的母党，皇后专政，大臣或因之以取进用，赛里未尝附之。皇太子完颜济安和魏王完颜道济相继逝世，金熙宗没有嗣子，赛里劝熙宗选后官以广继嗣，不少顾忌于皇后，皇后以此怨之。与海陵王同在相位，未尝少肯假借，海陵王虽专而心惮赛里，外以属尊加礼敬而内常忌之。海陵王知道悼平皇后怨恨赛里，因与皇后共力排出之，赛里亦不以是少变。
胙王完颜常胜死，熙宗将其妻撒卯纳于宫中。不久，杀悼平皇后及妃数人，将以撒卯为后，未果也。海陵王杀金熙宗，诡称以熙宗将议立皇后，召诸王大臣。赛里闻召，以为信然，将入宫，谓人曰：“上必欲立常胜妻为后，我当力争之。”及被执，犹以为熙宗将立常胜妻，而先杀之也，曰：“谁能为我言者，我死固不足惜，独念主上左右无助耳。”遂遇害。